# 徳島県経営戦略部
徳島県経営戦略部（とくしまけんけいえいせんりゃくぶ）は徳島県庁に置かれている知事直轄の部局である。

## 概要
2012年に企画総務部が政策創造部と経営戦略部に改組、企画立案の部署と政策や財政の査定をする部署を分ける形で設置された。

## 職務
所掌
徳島県部等設置条例（令和2年4月1日条例第8号）第3条第1項に事務分掌が規定されている。
```
（部等の分掌事務）
第2条 部等の分掌事務は、次のとおりとする。
一 経営戦略部
イ 県の
行政
の経営管理に関すること。
ロ 職員の任免その他身分に関すること。
ハ 
議会
及び県の行政一般に関すること。
ニ 県の
予算
、
税
その他の
財務
に関すること。
ホ その他他の部等の主管に属しないこと。
```

## 組織

### 秘書課
所掌
```
（秘書課の分掌事務）
一 
知事
及び
副知事
の秘書に関すること。
二 儀式に関すること。
三 広報に関すること（他課の分掌に属するものを除く）。
```

### 総務課
所掌
```
（総務課の分掌事務）
一 
行政書士
に関すること。
二 
私立学校
に関すること（法人検査課の分掌に属するものを除く）。
三 
宗教法人
に関すること。
四 県民の
褒賞
に関すること。
五 経営戦略部の庶務事務の処理に関すること。
六 徳島県私立学校審議会に関すること。
七 他部の主管に属しない事務で部内の他課の分掌に属しないこと。
```

### 人事課
所掌
```
（人事課の分掌事務）
一 職員の任免、分限、懲戒、服務、表彰その他人事に関すること。
二 職員の研修に関すること。
三 職員の給与及び勤務条件に関すること（総務事務管理課の分掌に属するものを除く）。
四 職員の定数に関すること。
五 職員の勤務発明に関すること（他課の分掌に属するものを除く）。
六 
職員団体
に関すること。
七 
行財政
システムの改善に関すること。
八 
行政組織
に関すること。
九 権限の配分に関すること。
十 事務能率の増進に関すること
十一 徳島県の事務処理の特例に関する条例（
平成11年
徳島県条例第30号）の施行に関すること。
十二 徳島県特別職報酬等審議会及び徳島県職員委員会に関すること。
十三 徳島県職員倫理審査会に関すること（職員厚生課の分掌に属するものを除く）。
十四 徳島県自治研修センターの庶務事務に係る連絡及び調整に関すること（県立総合大学校本部の分掌に属するものを除く）。
```

### 職員厚生課
所掌
```
（職員厚生課の分掌事務）
一 職員の
福利厚生
に関すること。
二 職員の
健康管理
に関すること。
三 職員の退職手当に関すること。
四 
恩給
及び退職年金に関すること。
五 職員の
公務災害補償
及び
通勤災害補償
に関すること。
六 
地方職員共済組合
に関すること。
七 徳島県職員互助会に関すること。
八 徳島県職員倫理審査会に関すること（退職手当の支給制限等の処分に係るものに限る）。
九 徳島県公務災害補償等認定委員会及び徳島県公務災害補償等審査会に関すること。
```

### 財政課
所掌
```
（財政課の分掌事務）
一 
県議会
に関すること。
二 県の
予算
及び
財政
に関すること。
三 県の
地方交付税
及び
譲与税
に関すること。
四 
県債
に関すること。
五 当せん金付証票に関すること。
六 徳島県財政調整基金、徳島県減債基金及び徳島県21世紀創造基金に関すること。
七 徳島県職員互助会に関すること。
八 
徳島県教育委員会
、徳島県人事委員会、徳島県監査委員及び
徳島県公安委員会
に関すること。
```

### 管財課
所掌
```
（管財課の分掌事務）
一 物品の取得、管理及び処分に関すること（他課の分掌に属するものを除く）。
二 
万代庁舎
及び
合同庁舎
並びにこれらの庁舎に勤務する職員を居住させることを目的とする公舎に関すること。
三 県有車両の総括に関すること。
四 県有車両の点検及び整備に関すること。
五 県有車両（
徳島県警察本部
の管轄に属するものを除く）の
自動車損害賠償責任保険
及び自動車損害賠償責任共済に関すること。
六 
公有財産
の総括、報告の徴収並びに実地調査及び指示に関すること。
七 県有建物の損害保険に関すること。
八 普通財産の取得、管理及び処分に関すること（他課の分掌に属するものを除く）。
九 国有資産等所在市町村交付金に関すること（他課の分掌に属する特別会計に係る交付金の交付を除く）。
```

### 税務課
所掌

### スマート県庁推進課
所掌
```
（スマート県庁推進課の分掌事務）
一 
行政情報化
に係る施策の企画及び調整に関すること。
二 全庁的な
情報システムの開発
及び運用等に関すること。
三 
行政手続
のオンライン化に関すること。
四 革新的な技術を活用した業務改革に関すること。
```

### 総務事務管理課
所掌
```
（総務事務管理課の分掌事務）
一 職員の給与に関すること（扶養手当、住居手当、通勤手当及び単身赴任手当の認定に関することに限る）。
二 職員の
児童手当
に関すること。
三 職員の
旅費
及び報酬並びにパートタイム会計年度任用職員の給料、職員手当及び共済費の支出に関すること（他課の分掌に属するものを除く）。
四 職員の年末調整に関すること。
```